# Emilie Culp
Emilie Bertha Culp (geboren 2. Februar 1868 in Groningen; gestorben am 19. Januar 1898 in Amsterdam) war eine niederländische Sängerin und Schauspielerin.

## Leben
Emilie Culp wurde am 2. Februar 1868 in Groningen geboren. Sie war die Tochter des Schuhmachers, Musikers und Musikmeisters Simon Baruch Culp (1817–1892) und Judik de Jong (1822–1905). Sie stammte aus einer jüdischen Sänger- und Musikerfamilie. Auch ihre fünr Brüder waren musikalisch tätig, ebenso wie ihr Vater. Als sie 16 Jahre alt war, sprang sie für eine erkrankte Sängerin der Concert-Tooneel-en Operetten-Company ihres Bruders in Coevorden ein. Damit begann ihre Karriere als Künstlerin. Sie war eine hervorragende Sängerin mit einer sehr guten Stimme. Leider fehlte für eine Opernausbildung das Geld und sie fing an Unterhaltungsmusik zu singen.
Sie sang auch auf Jahrmärkten und wurde regelmäßig als Soubrette „Miss Emilie“ oder „Emilia“ angekündigt. Im Familienunternehmen, in dem sie mit ihren Brüdern und deren Frauen auftrat, trat sie auch in Theaterstücken, Operetten und Komödien auf.
Ihr besonderes Talent lag darin, komische Lieder und Verse zu aktuellen Ereignissen zu singen. Damit brachte sie ihr Publikum schnell in eine fröhliche Stimmung. Sie trat von November 1891 bis Oktober 1893 auf der Bühne des Varietétheaters Tivoli in Rotterdam auf. Im Jahr 1892 zog sie nach Amsterdam und lebte in der Familie ihres Bruders Benjamin, der ein bekannter Flötist war. Vier Jahre lang war Emilie Culp Teil der Truppe von Frits van Haarlem, einem Theateragenten, der Aufführungen im ganzen Land arrangierte. Dies führte sie in große Säle wie das Paleis voor Volksvlijt und den Circus Oscar Carré in Amsterdam.
Emilie Culp begann um 1894 eine Beziehung mit dem Marineoffizier Albertus Pieter van Nahuys, mit dem sie vorübergehend in Den Helder lebte. In dem Jahr wurde ihre Tochter Alice Emilie (1894–1967) geboren, die zu Verwandten nach Belgien geschickt wurde und erst nach dem Ersten Weltkrieg in die Niederlande zurückkehrte.
Sie zeichnete sich auf der Bühne durch ihr verschmitztes Lächeln und ihre zivilisierte Darbietung aus. Beim Publikum war sie sehr beliebt und wurde oft für eine Zugabe zurückgerufen. Ihr reiner und klarer Gesang, begleitet durch einen witzigen Gesichtsausdruck, verschaffte ihr den Ruf einer der besten Verssängerinnen der Niederlande. Wie auch ihr Bruder Benjamin übersetzte sie ausländische Lieder ins Niederländische. Viele Texte für ihre Lieder schrieb Cornelis Pierre Thibault Bigot. Das Ende ihrer Karriere begann mit einem Unfall beim Aussteigen aus dem Zug. Sie verstauchte sich 1896 dabei den Fuß und anstatt sich die nötige Ruhe zu gönnen, trat sie Abend für Abend weiter auf. Ein Kollege trug sie auf die Bühne und anschließend in die Umkleidekabine. Sie konnte nicht mehr wie früher über die Bühne toben, sondern wedelte im Stillstand ein wenig mit den Armen. Im Juli 1896 trat Culp in der Parkschouwburg in Amsterdam und einen Monat später in der Sociëteit De Kroon in Haarlem auf, wurde jedoch Ende des Jahres aufgrund der Folgen ihrer Fußverstauchung in das Israëlietisch Gasthuis in Amsterdam aufgenommen. Aufgrund eines Aufrufs des Dramatikers Herman Heijermans im De Telegraaf, ihr Blumen zu schicken, wurde ihr Zimmer im Krankenhaus von ihren Fans mit Blumen geflutet.
Vierzehn Monate nach ihrem Krankenhausaufenthalt starb Emilie Culp am 19. Januar 1898, wenige Wochen vor ihrem dreißigsten Geburtstag. Zwei Tage später wurde sie auf dem israelitischen Friedhof in der Nähe von Zeeburg beigesetzt.